# 佐々木恵理 (女優)
佐々木 恵理（ささき えり、1983年7月19日 - ）は、劇団東俳に所属していた東京都出身の元女優である。

## 出演

### テレビドラマ
- みにくいアヒルの子 （フジテレビ） - 新村篤子 役
  - みにくいアヒルの子 （1996年4月16日 - 6月25日）
  - みにくいアヒルの子 春休みスペシャル （1997年4月1日）
  - みにくいアヒルの子 涙の卒業スペシャル （1998年3月31日）
  - みにくいアヒルの子 涙の再会スペシャル （2003年4月11日）
- 水曜シリーズドラマ 冬の螢（1997年、NHK） - えり 役
- それが答えだ!（1997年7月2日 - 9月17日、フジテレビ） - 瀧山千歌 役
- ガラスの仮面2（1998年、テレビ朝日） - 演劇部員 役
- 世にも奇妙な物語 秋の特別編 「中学教師」（1998年9月25日、フジテレビ） - 麻木芳子 役
- アフリカの夜 第7話（1999年5月27日、フジテレビ）
- 3年B組金八先生（TBS） - 鈴木サオリ 役[2]
  - 第5シリーズ（1999年10月14日 - 2000年3月30日）[3]
  - スペシャル10「お前死んだらオレ泣くぞ・3B一年ぶり大集合」（2001年4月5日）
  - 第6シリーズ（2001年10月11日 - 2002年3月28日）
- 永遠の仔（2000年、日本テレビ） - アダ 役
- カバチタレ! 第3話（2001年1月25日、フジテレビ）
- 天国に一番近い男 教師編（2001年4月13日 - 6月29日、TBS） - 宮谷靖子 役

### テレビ番組
- モグモグGOMBO（日本テレビ）